# Jeevan Nedunchezhiyan
Jeevan Nedunchezhiyan, né le 20 octobre 1988 à Chennai, est un joueur de tennis indien professionnel depuis 2011.

## Carrière
Il a étudié a l'université de Washington avant de passer professionnel. Il remporte son premier titre sur le circuit Futures en simple en 2011 puis en gagne six autres jusqu'en 2015, année où il décide de se spécialiser en double.
Il a remporté huit titres Challenger en double : à Calcutta en 2015, Nankin et Karchi en 2016, Ostrava en 2017 et Dallas, Ilkley, Winnetka et Monterrey en 2018. En 2017, il remporte le tournoi ATP de Chennai avec Rohan Bopanna. En 2019, il est demi-finaliste du tournoi de Dubaï avec Purav Raja.

## Palmarès

### Titres en double messieurs
| No | Date       | Nom et lieu du tournoi      | Catégorie | Dotation    | Surface    | Partenaire             | Finalistes                         | Score             |          |
| -- | ---------- | --------------------------- | --------- | ----------- | ---------- | ---------------------- | ---------------------------------- | ----------------- | -------- |
| 1  | 02-01-2017 | Aircel Chennai Open Chennai | ATP 250   | 425 535 $   | Dur (ext.) | Rohan Bopanna          | Purav Raja Divij Sharan            | 6-3, 6-4          | Parcours |
| 2  | 18-09-2024 | Hangzhou Open Hangzhou      | ATP 250   | 1 000 630 $ | Dur (ext.) | Vijay Sundar Prashanth | Constantin Frantzen Hendrik Jebens | 4-6, 7-65, [10-7] | Parcours |

### Finales en double messieurs
| No | Date       | Nom et lieu du tournoi     | Catégorie | Dotation    | Surface    | Vainqueurs                 | Partenaire       | Score    |          |
| -- | ---------- | -------------------------- | --------- | ----------- | ---------- | -------------------------- | ---------------- | -------- | -------- |
| 1  | 24-09-2018 | Chengdu Open Chengdu       | ATP 250   | 1 070 040 $ | Dur (ext.) | Ivan Dodig Mate Pavić      | Austin Krajicek  | 6-2, 6-4 | Parcours |
| 2  | 02-01-2023 | Tata Open Maharashtra Pune | ATP 250   | 642 735 $   | Dur (ext.) | Sander Gillé Joran Vliegen | N. Sriram Balaji | 6-4, 6-4 | Parcours |

## Parcours dans les tournois duGrand Chelem

### En double
| Année | Open d'Australie                                                                     | Open d'Australie                                                                        | Internationaux de France                                                                 | Internationaux de France | Wimbledon                                                                            | Wimbledon                                                                       | US Open | US Open |
| ----- | ------------------------------------------------------------------------------------ | --------------------------------------------------------------------------------------- | ---------------------------------------------------------------------------------------- | ------------------------ | ------------------------------------------------------------------------------------ | ------------------------------------------------------------------------------- | ------- | ------- |
| 2017  | —                                                                                    | —                                                                                       | —                                                                                        | —                        | 1er tour (1/32) J. Donaldson \|\| style="text-align:left;" \| Jay Clarke M. Willis   | —                                                                               | —       |         |
| 2018  | —                                                                                    | —                                                                                       | —                                                                                        | —                        | 1er tour (1/32) A. Krajicek \|\| style="text-align:left;" \| S. Arends M. Middelkoop | 1er tour (1/32) D. Istomin \|\| style="text-align:left;" \| J.S. Cabal R. Farah |         |         |
| 2019  | 1er tour (1/32) N. Monroe \|\| style="text-align:left;" \| K. Krawietz N. Mektić     | 1er tour (1/32) M. Zverev \|\| style="text-align:left;" \| O. Marach Mate Pavić         | 1er tour (1/32) Purav Raja \|\| style="text-align:left;" \| L. Hewitt J. Thompson        | —                        | —                                                                                    |                                                                                 |         |         |
|       |                                                                                      |                                                                                         |                                                                                          |                          |                                                                                      |                                                                                 |         |         |
| 2023  | 2e tour (1/16) N. Sriram Balaji \|\| style="text-align:left;" \| J. Chardy F. Martin | 1er tour (1/32) N. Sriram Balaji \|\| style="text-align:left;" \| I. Ivashka A. Popyrin | 1er tour (1/32) N. Sriram Balaji \|\| style="text-align:left;" \| Ivan Dodig A. Krajicek | —                        | —                                                                                    |                                                                                 |         |         |

N.B. : le nom du partenaire se trouve sous le résultat ; le nom des ultimes adversaires se trouve à droite.

## Classements ATP en fin de saison
| Année          | 2004 | 2005 | 2006 | 2007 | 2008 | 2009 | 2010 | 2011 | 2012 | 2013 | 2014 | 2015 | 2016 | 2017 | 2018 | 2019 | 2020 | 2021 | 2022 | 2023 |
| Rang en simple | 1175 | 1523 | 992  | 889  | –    | 1247 | –    | 658  | 335  | 321  | 363  | 429  | 1099 | –    | –    | –    | –    | –    | –    | –    |
| Rang en double | 1563 | –    | –    | 1097 | 741  | 1466 | –    | 1208 | 609  | 393  | 244  | 213  | 100  | 102  | 75   | 111  | 173  | 190  | 114  | 94   |

Source : (en) Classements de Jeevan Nedunchezhiyan sur le site officiel de la Fédération internationale de tennis